# Novembre 1857

## Événements
- Inde : Lucknow est prise par les insurgés.

- 23 novembre : Tokugawa Iesada devient shogun du Japon (fin en 1858)[1].

- 26 novembre : George-Étienne Cartier devient Premier ministre avec John A. Macdonald. Il encourage la politique ferroviaire et contribue à l’établissement de la Confédération canadienne.

## Naissances
- 3 novembre : Ferdinand Puyau, écrivain et avocat français († 6 janvier 1947)

- 6 novembre : Tony Tollet, peintre français († 25 janvier 1953).
- 17 novembre : Joseph Babinski, neurologue franco-polonais († 29 octobre 1932).

## Décès
- 5 novembre : Augustin Aubert, peintre français (° 23 janvier 1781).
- 11 novembre : Jacques Abbatucci (66 ans), homme d'État français, ministre de la Justice, à Paris.